# Crossota brunnea
Crossota brunnea is een hydroïdpoliep uit de familie Rhopalonematidae. De poliep komt uit het geslacht Crossota. Crossota brunnea werd in 1902 voor het eerst wetenschappelijk beschreven door Vanhöffen. 